# Киркланд, Дуглас
Дуглас Киркланд (англ. Douglas Kirkland; 16 августа 1934 — 3 октября 2022) — американский фотограф канадского происхождения.

## Биография
В возрасте 24-х лет Киркланд был нанят в качестве штатного фотографа журнала Look и стал известен своими фотографиями Мэрилин Монро, снятыми в 1961 году в честь 25-летия Look. Позднее он присоединился к персоналу журнала Life.
Международная энциклопедия Who is Who отметила вклад Киркланда в искусство фотографии его включением в одно из своих изданий. Среди знаменитостей, которых он снимал, были Одри Хепбёрн, Мик Джаггер, Стинг, Бьорк, Арнольд Шварценеггер, Морган Фримен, Орсон Уэллс, Энди Уорхол, Оливер Стоун, Михаил Барышников, Леонардо ДиКаприо, Коко Шанель, Марлен Дитрих, Брижит Бардо, Джуди Гарланд, Элизабет Тейлор, Софи  Лорен, Марчелло Мастроянни, Катрин Денёв, Майкл Джексон, Пэрис Хилтон и Дайана Росс. Портрет Чаплина находится в Национальной портретной галерее в Лондоне.
В 1993 году Дуглас Киркланд представил иллюстрированную книгу под названием ICONS: Creativity with Camera and Computer, опубликованную издательством Collins Publishers, которая в основном состоит из шестидесяти шести оригинальных фотографий известных людей, которые были модифицированы в цифровом виде, чтобы создать новое творение, каждое из которых сопровождаемый комментарием. Состоящая в основном из изображений знаменитых актрис и актёров Голливуда, она также содержит портреты Майкла Джексона, Грейс Джонс и Билли Айдола, несколько фото моделей и два изображения Стивена Хокинга. Обложка книги основана на портрете Энди Уорхола, сделанного Киркландом в 1969 году.
В 1995 году он был награждён Американским обществом кинооператоров премией за жизненные достижения.
Киркланд и его жена Франсуаза проживали в Голливуд-Хиллз, штат Калифорния. Его сын — режиссёр Марк Киркланд (род. 1956).
Умер 3 октября 2022 года.